# ديفيد مونيوز
ديفيد مونيوز (بالإسبانية: David Muñoz Bañón)‏ ولد بتاريخ 9 يونيو 1979 في إلش، هو دراج إسباني سابق في صنف سباق الدراجات على الطريق.

## روابط خارجية
- ديفيد مونيوز على موقع أرشيف الدراجات (الإنجليزية)
- ديفيد مونيوز على موقع إحصائيات الدراجات الإحترافية (الإنجليزية)
- ديفيد مونيوز على موقع نسبة الدراجات (الإنجليزية)